# Turbigo
Turbigo település Olaszországban, Lombardia régióban, Milánó megyében. Lakosainak száma 7046 fő (2023. január 1.). Turbigo Cameri, Castano Primo, Galliate, Robecchetto con Induno és Nosate községekkel határos.

## Népesség
A település lakossága az elmúlt években az alábbi módon változott:
| Lakosok száma | 7412 | 7287 | 7246 | 7046 |
|               | 2013 | 2017 | 2018 | 2023 |